# Museo Afro Brasil

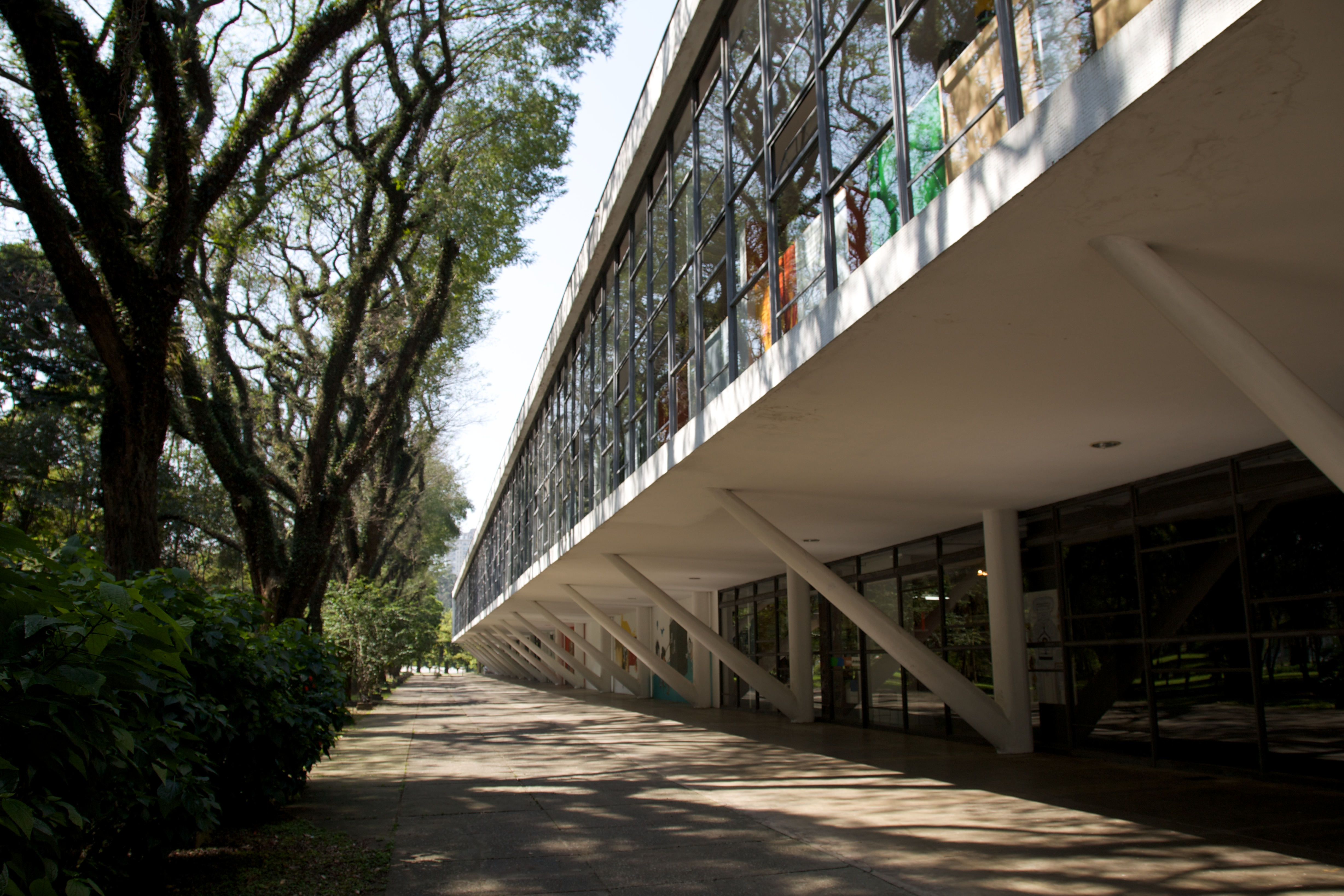
Il Museo Afro Brazil

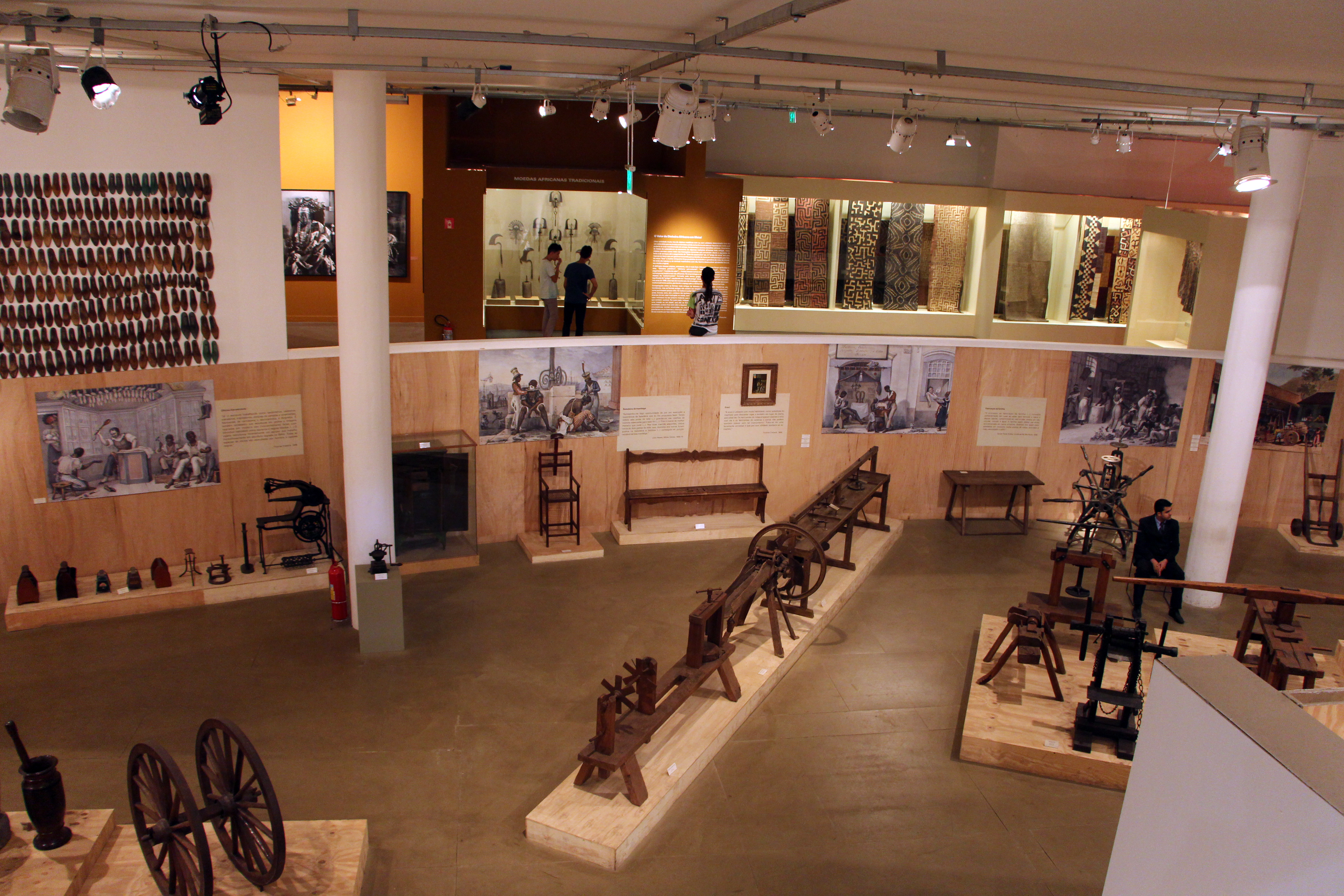
Interno

Il Museo Afro Brasil è un museo d'arte, storia, e antropologia situato a San Paolo del Brasile dedicato alla ricerca, alla conservazione e all'esposizione di oggetti legati alla diaspora africana in Brasile. È sostenuto dal Segretariato per la cultura dello Stato di São Paulo e gestito dall'Associazione Museu Afro Brasil. La struttura che ospita il museo fa parte del complesso architettonico progettato nel 1959 da Oscar Niemeyer. Venne fondato nel 2004.

## Collezione

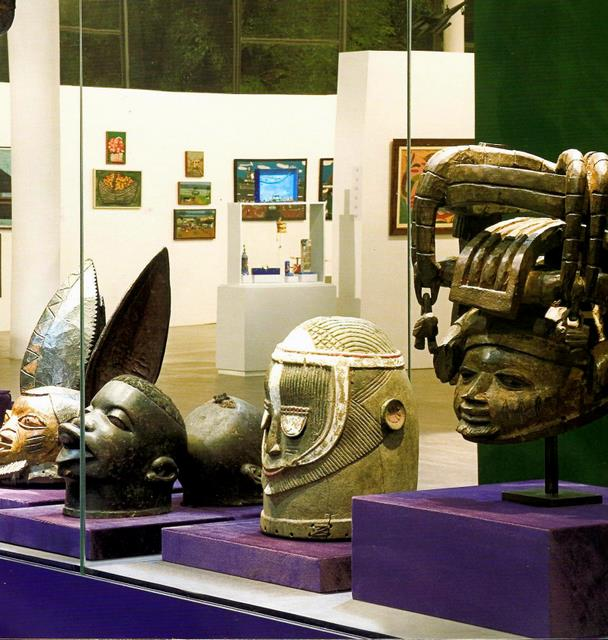
Vetrina con maschere africane

Al museo appartiene una collezione di circa 5000 pezzi tra dipinti, sculture, stampe, fotografie, documenti e pezzi etnologici dal XV secolo ai nostri giorni, toccando i temi quali la religione, il lavoro, la diaspora africana, la schiavitù e l'integrazione.
Nella sezione dedicata all'arte del XX secolo, vi è una serie di opere di artisti afro-brasiliani come Benedito José Tobias, Rubem Valentim, Heitor dos Prazeres, Ronaldo Rego, Octavio Araujo, Manuel Messia, Caetano Dias, José Igino, Tiberio, Jorge Luis dos Anjos e del maestro Didi. Della collezione fanno parte anche opere di Madalena Schwartz, Sergio Valle Duarte, Alfred Weidinger, Joseph Pace, André Vilaron, Eustaquio Neves,  Walter Firmo.